# Sphaerodactylus micropithecus
Sphaerodactylus micropithecus — вид геконоподібних ящірок родини Sphaerodactylidae. Ендемік Пуерто-Рико.

## Поширення і екологія
Sphaerodactylus micropithecus є ендеміками острова Моніто, розташованого на захід від Пуерто-Рико. Вони живуть в сухих чагарникових і кактусових заростях, серед скель. Ведуть денний спосіб життя. Відкладають яйця.